# Helvetische Jugend
Die Helvetische Jugend war eine rechtsextreme Organisation für Menschen von 17 bis 25 Jahren, die sich im Umfeld der Partei National Orientierter Schweizer (PNOS) bewegt.

## Geschichte
Die Organisation wurde 2004 in der Region Oberaargau gegründet. Einer der Gründer war der spätere Präsident der PNOS, Dominic Lüthard.
Bekannt wurde die Helvetische Jugend vor allem durch einen geplanten Angriff einiger ihrer Mitglieder auf eine Antirassismus-Demo in Willisau am 30. Oktober 2004, wobei niemand verletzt, die Demo danach aber abgesagt wurde. Im Zuge der Ermittlungen kamen bei verschiedenen Mitgliedern Hieb- und Stichwaffen, Abwehrsprays, ein Elektroschockgerät, eine Hochleistungsschleuder, ein Nebelkörper sowie eine Schrotflinte und Teile von Armeemunition zum Vorschein. Zudem wurde auch nationalsozialistisches Propagandamaterial sichergestellt. 2004 versuchte die Partei in Solothurn eine 1. Mai-Veranstaltung anzugreifen.
Seit 2013 erschien die Helvetische Jugend nicht mehr in der Öffentlichkeit. Seit Ende 2013 ist die Website der Gruppe ebenfalls offline.

## Profil
Die Kameradschaft wehrt sich gegen angeblich linke Medien und Schulbildung sowie gegen den vorgeblich zu hohen Ausländeranteil in der Schweiz. Dazu organisiert sie Treffen und Bildungsveranstaltungen oder verteilten Flugblätter. Außerdem veröffentlichte die Helvetische Jugend Berner Oberland eine Schulhof-CD. Ähnliche Projekte sind aus Deutschland bekannt.